# Basavasagara C Kaval, Turuvekere
Basavasagara C Kaval là một làng thuộc tehsil Turuvekere, huyện Tumkur, bang Karnataka, Ấn Độ.